# Nahj al-Balagha

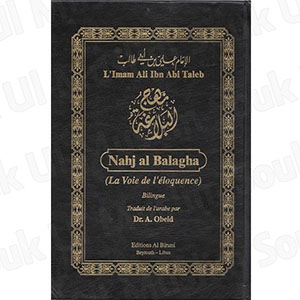
Ett omslag för en översättning av Nahj al-Balagha till franska.

Nahj al-Balagha (arabiska: نهج البلاغة , "Vältalighetens väg") är den mest berömda samlingen av föreläsningar, brev, korantolkningar och återberättelser tillskrivna den förste shiaimamen Ali ibn Abi Talib, kusin och svärson till den islamiske profeten Muhammed. Bokens innehåll samlades av Sharif Radhi, en shiitisk lärd på 900-talet e.Kr. (4:e århundradet AH)). Känd för sitt vältaliga innehåll anses boken vara ett mästerverk i litteratur i shiaislam. Nahj al-Balagha innehåller 240 föreläsningar från shiaimamen, och behandlar en mängd olika ämnen, inklusive vår existens, vår relation till Gud, hur man bygger en gudsfruktande personlighet och imamens reflektioner över historiska incidenter.
Det som finns i Nahj al-Balagha är bara en bråkdel av Alis uttalanden. Sharif Radhi har valt ut innehållet med sin egen personliga smak från autentiska källor och klassificerat och sammanställt dem till det som fått titeln Nahj al-Balagha. Även om denna bok inte nämner kedjan av återberättare för varje uttalande överensstämmer dock en stor majoritet av talen i den med koraniska koncept. Samtidigt har de flesta av dem en kedja av återberättare i originalkällorna de har valts från.
Ayatolla Khamenei har berättat att han träffat den kristne George Jordac, som skrivit en bok på fem volymer om den förste shiaimamen Ali ibn Abi Talib. George Jordac berättade för ayatollan att han hade lärt känna Nahj al-Balagha, som visade honom Ali ibn Abi Talibs personlighet. Efter det skrev Jordac boken "Den Mänskliga Rättvisans Röst".
Den sunnitiske lärde Ibn Abi al-Hadid är känd för att bland annat ha skrivit kommentarer till Nahj al-Balagha i boken Sharh Nahj al-Balagha.